# 滨海埃尔芒维尔
滨海埃尔芒维尔（法語：Hermanville-sur-Mer，法語發音：[ɛʁmɑ̃vil syʁ mɛʁ] ⓘ）是法国卡尔瓦多斯省的一个市镇，属于卡昂区。

## 地理
滨海埃尔芒维尔（49°17'1"N, 0°18'55"W）面积8.05 平方千米，位于法国诺曼底大区卡爾瓦多斯省，该省份为法国西北部沿海省份，北濒大西洋英吉利海峡，东北与滨海塞纳省以海上边界相接，东临厄尔省，南至奧恩省，西与芒什省接壤。
与滨海埃尔芒维尔接壤的市镇（或旧市镇、城区）包括：科勒维尔-蒙哥马利、克雷斯龙、滨海利翁、马蒂厄、当河畔佩里耶、普吕姆托。

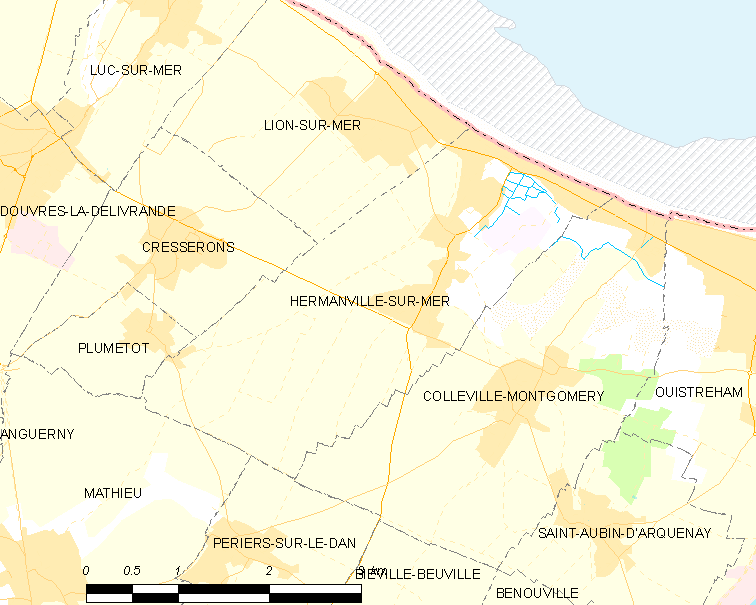
滨海埃尔芒维尔的OSM定位图

滨海埃尔芒维尔的时区为UTC+01:00、UTC+02:00（夏令时）。

## 行政
滨海埃尔芒维尔的邮政编码为14880，INSEE市镇编码为14325。

## 政治
滨海埃尔芒维尔所属的省级选区为维斯特雷阿姆县。

## 人口

1962-2008年间滨海埃尔芒维尔人口变化图示

滨海埃尔芒维尔于2022年1月1日时的人口数量为3263人。